# Memorial Hall

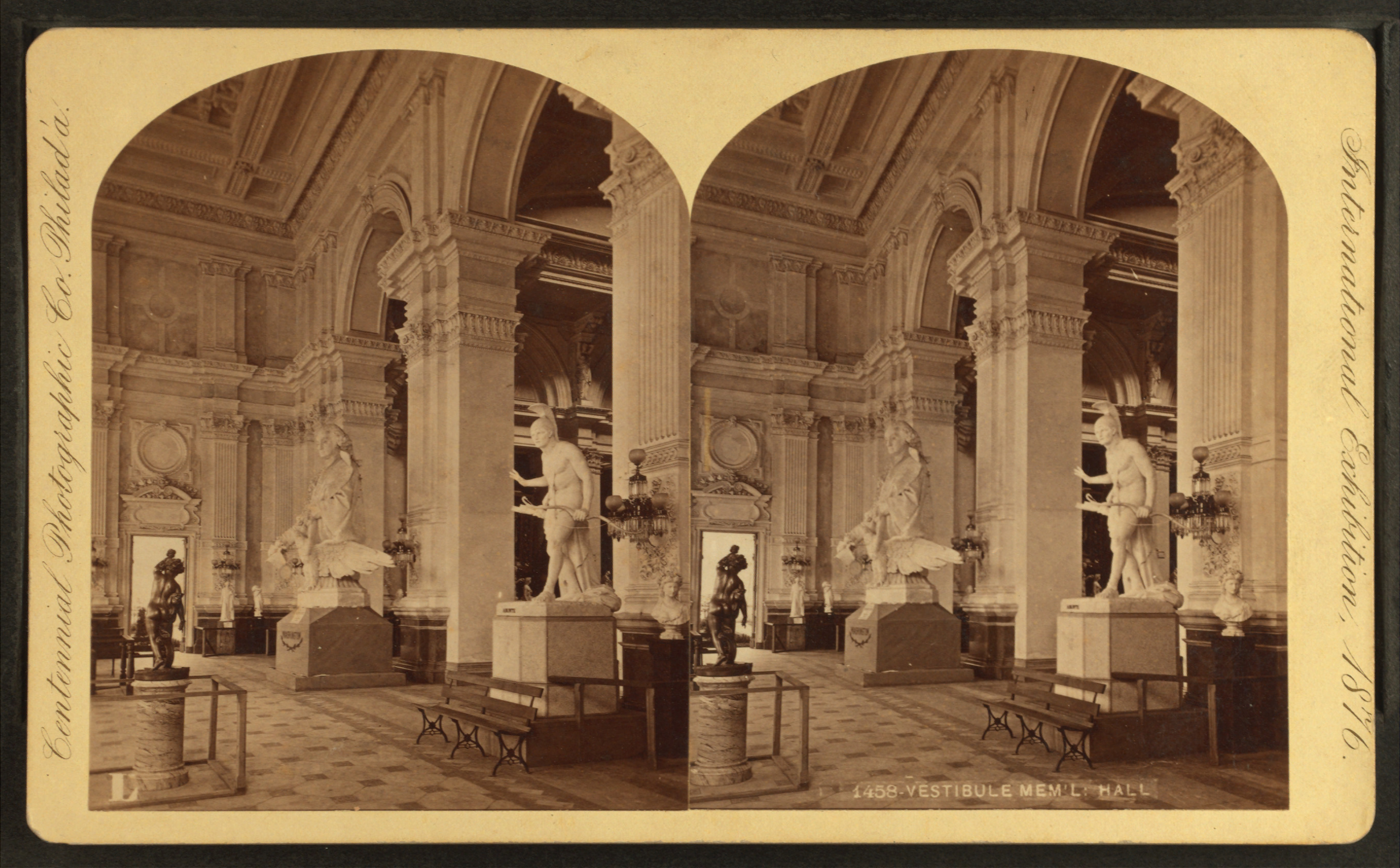
Vestibul i Memorial Hall under 1876 års Centennial Exposition

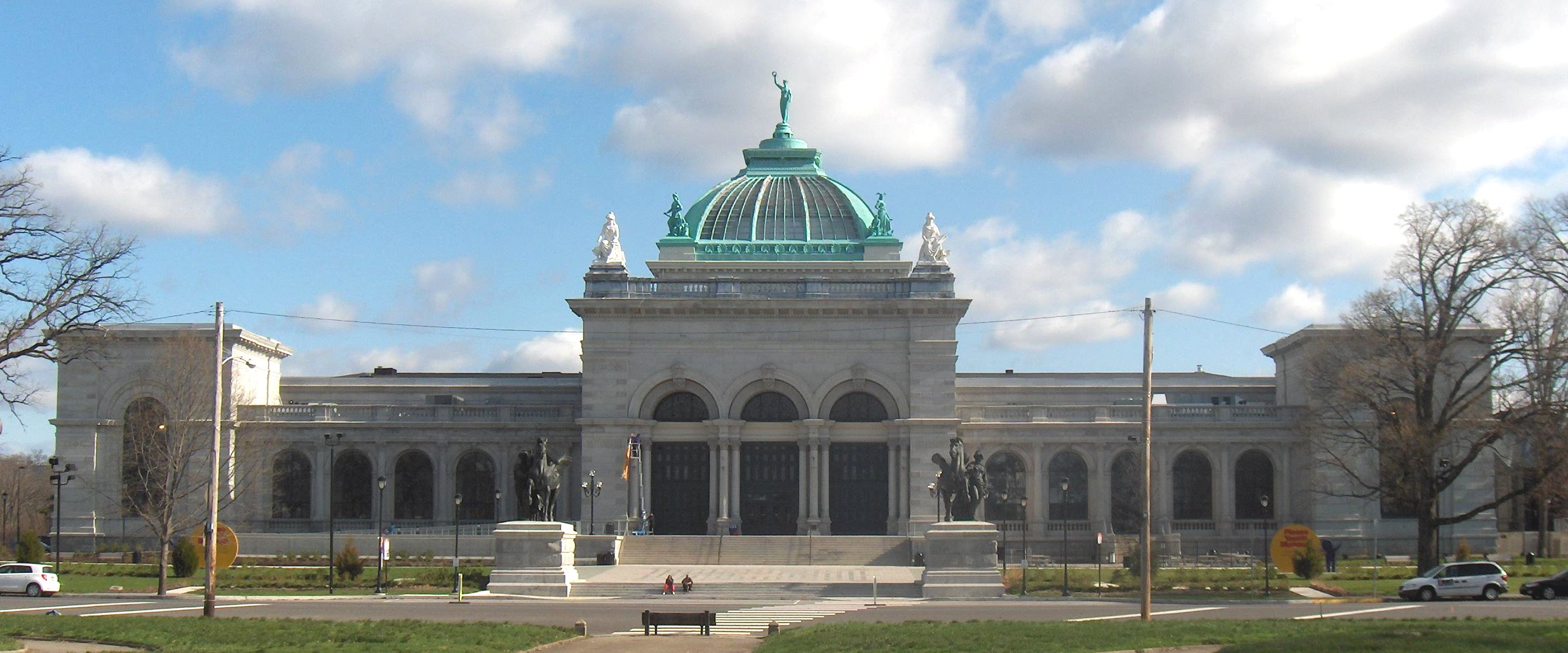
Den renoverade Memorial Hall, 2010

Memorial Hall är en byggnad i beaux-artsstil i Fairmount Park i Philadelphia i Pennsylvania. Byggnaden uppfördes som konsthall för 1876 års Centennial Exposition och är den enda större byggnad som finns kvar från utställningen. Efter utställningen var den lokal för Pennsylvania Museum and School of Industrial Art. Från 2008 inhyser den Please Touch Museum. Byggnaden blev National Historic Landmark 1976.
Memorial Hall ritades av Herman J. Schwarzmann och är ett tidigt exempel på Beaux-Artsarkitektur i USA. Exteriören är klädd i granit och interiören dekorerad i marmor och med detaljer i stuck. Byggnaden är 11 meter lång och 46 meter bred, byggd i två våningar och 46 meter hög inklusive den dom i stål och glas, som är en framträdande del av huset. På domen står en sju meter hög staty av den amerikanska symbolen Columbia med en lagerkvist. Vid domens bas finns fyra skulpturer som symboliserar tillverkningsindustri, handel, jordbruk och gruvindustri. Memorial Hall var en inspiration för Riksdagshuset i Berlin i Tyskland.
Byggnaden började uppföras i juli 1874 och färdigställdes i tid för öppnandet av Centennial Exposition den 10 maj 1876 av president Ulysses S. Grant. Uppemot 10 miljoner personer besökte Memorial Hall under utställningstiden maj–november.
Memorial Hall återöppnades 1877 som museidelen av Pennsylvania Museum and School of Industrial Art. Den stängde 1928, när Philadelphia Museum of Art öppnade i en ny byggnad vid Benjamin Franklin Parkway. Fairmount Park Commission tog över byggnaden 1958 och hade sina kontorslokaler där. Under en period användes huset som polisstation.
Åren 2005–2008 genomförde Please Touch Museum en renovering för att omvandla Memorial Hall till sin nya museilokal.

## Bildgalleri

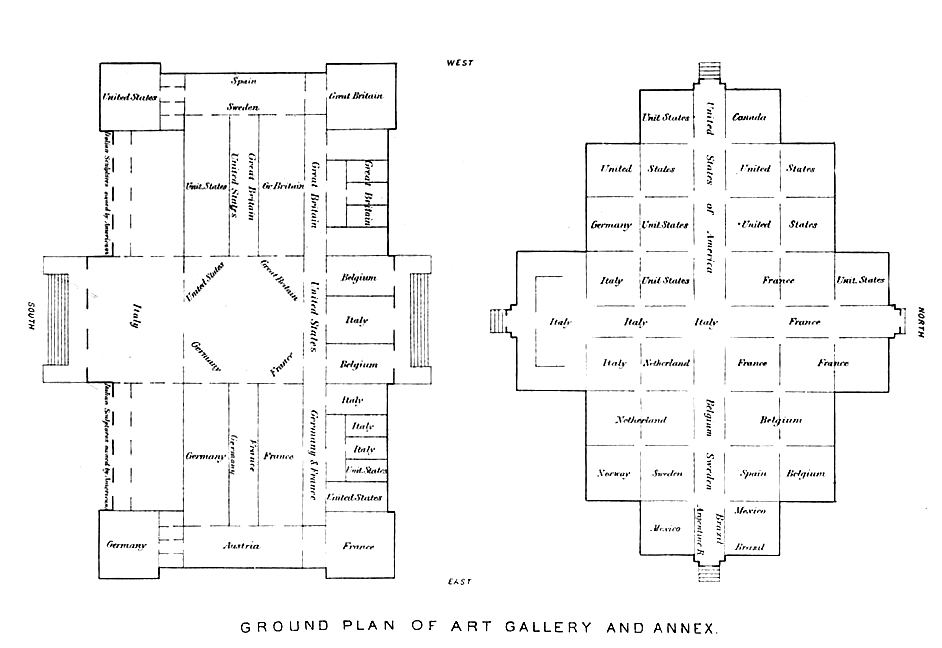
Ritning över Art Gallery och Annex, 1876
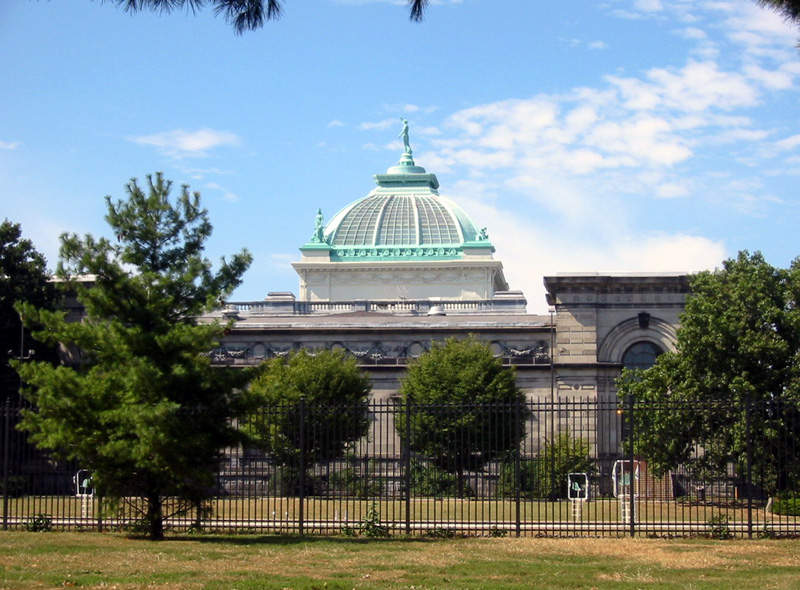
Östra fasaden
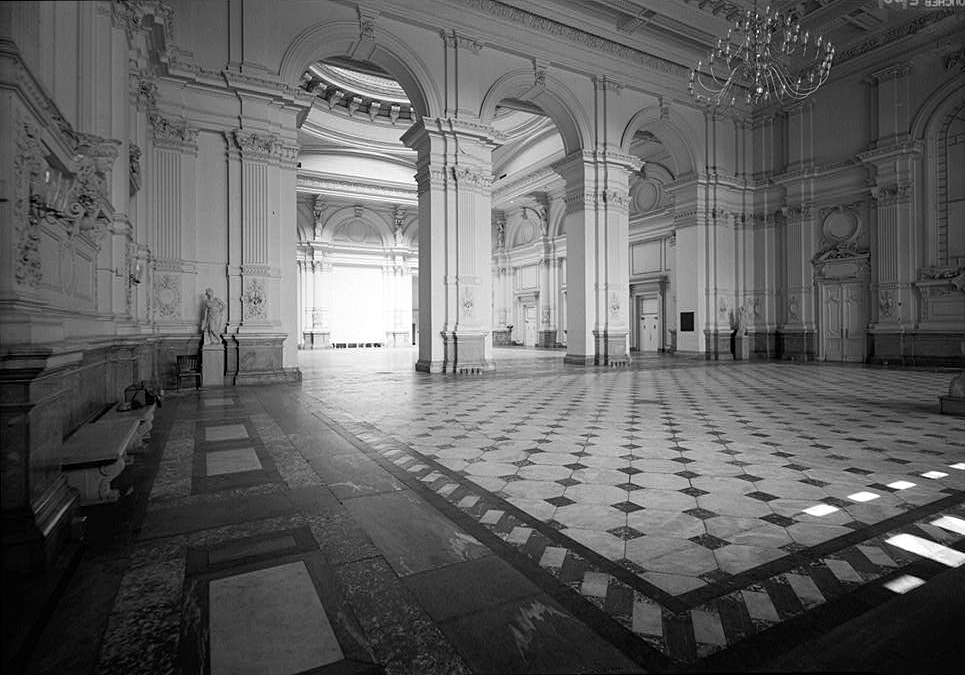
Sydvästra hallen
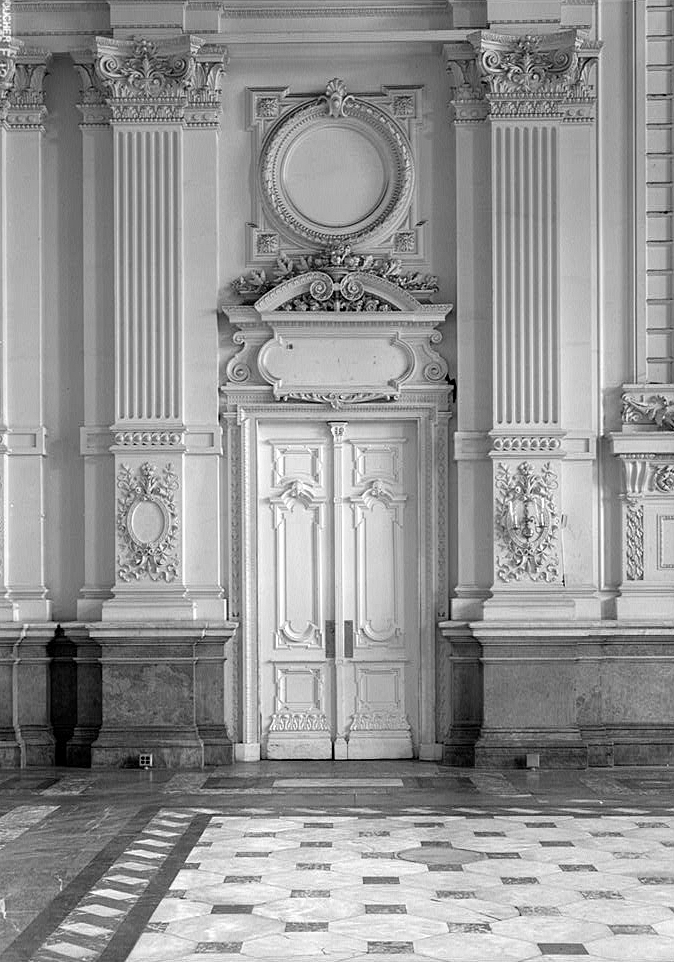
Beaux-Artsdörr
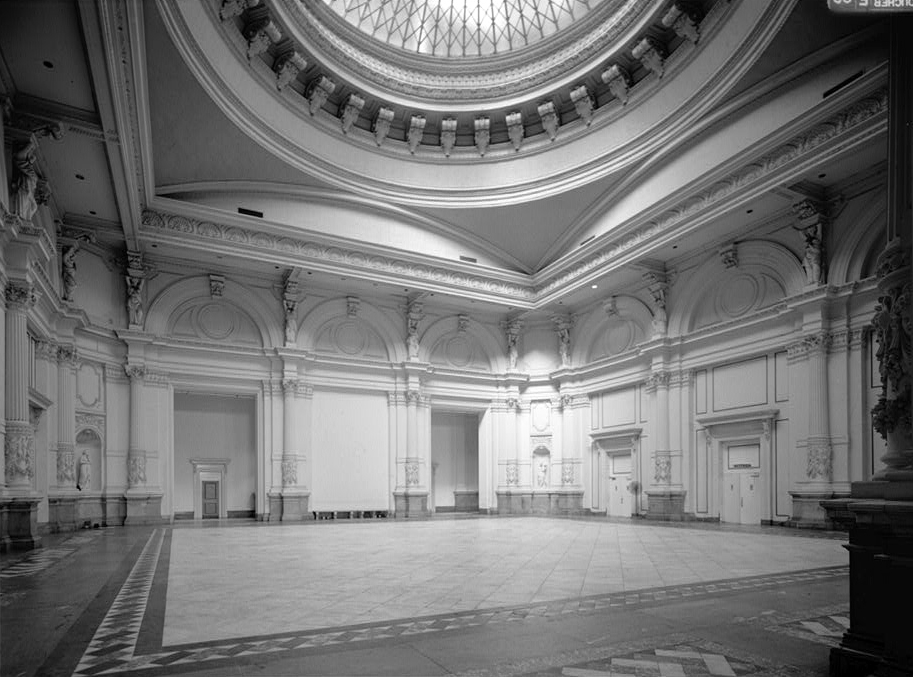
Rotundan
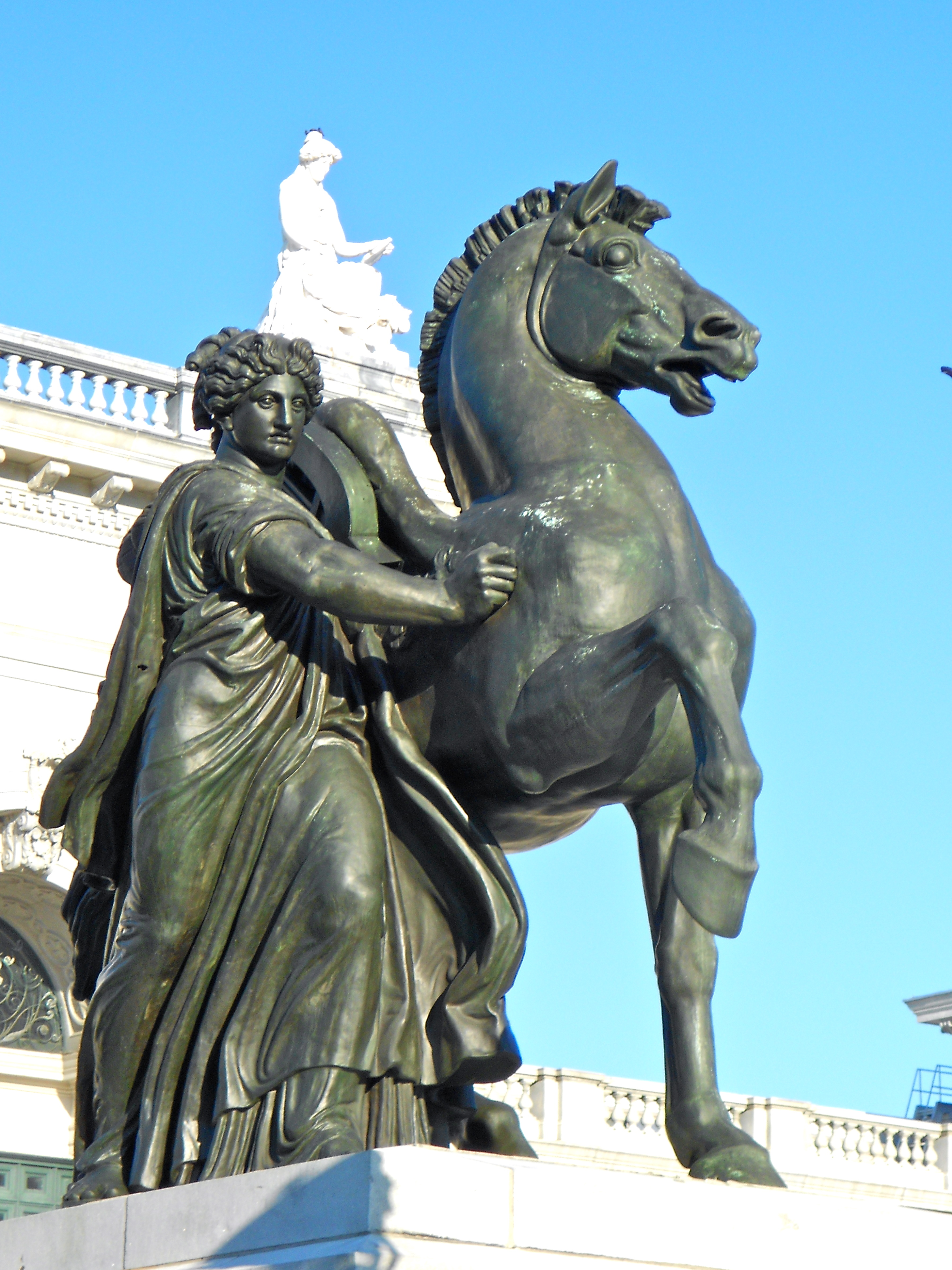
Skulptur nära entrén